# اوشفيتز (فلم)
اوشفيتز (بالإنجليزية: Auschwitz) هو فيلم دراما تم إنتاجه في ألمانيا وكندا، صدر سنة 2011، من بطولة ياو بول وستيفن مينيس.

## القصة
يصور المخرج المثير للجدل أوي بول الواقع القاسي داخل أحد معسكرات الموت النازية الشائنة باستخدام صور واقعية وحشية.

## وصلات خارجية
- مقالات تستعمل روابط فنية بلا صلة مع ويكي بيانات

- اوشفيتز على IMDb
- اوشفيتز على Rotten Tomatos